# 長盤決勝
《長盤決勝》，是大愛電視描寫慈濟基金會志工鄧淑卿真實人生的電視劇，由陳怡嘉、張書偉、林健寰、琇琴、王耿豪、黃婕菲、姬天語、段可風主演，2018年1月10日起於《大愛劇場》時段首播。拍攝期間，三位女主角花絮照在網路上瘋傳引發熱烈討論，未演先轟動。

## 播出時間
以下時間以當地時間（台灣時間）為準

### 電視首播
| 頻道                            | 所在地 | 播映日期                    | 播映時間 |
| 大愛電視台 （數位頻道同步播出） | 台灣   | 2018年1月10日－2018年2月8日 | 20:00    |

### 網路首播
| 頻道                 | 備註                 | 播映日期                    | 播映時間 |
| Yahoo! TV            | 與大愛電視台同步播出 | 2018年1月10日－2018年2月8日 | 20:00    |
| YouTube 大愛網路劇場 | 與大愛電視台同步播出 | 2018年1月10日－2018年2月8日 | 20:00    |

## 演員角色列表

### 主要角色
| 演員   | 角色         | 介紹 | 登場集數      |
| 許亞琦 | 鄧淑卿(少女) | 鄧麗峻、李秀蘭的大女兒，鄧家潔的孫女，陳文通的妻子，陳淑慧的大嫂，陳源汀、彭英妹的媳婦、陳彥佐、陳彥樺、陳潔瑩的母親，陳威儒、陳品萱的奶奶，古明明、明珠的婆婆，黃啟涵的岳母 家中長女，熱愛運動，曾代表花蓮縣參加臺灣省運動會軟式網球比賽。個性堅毅，做事明快，凡事踏實做，堅持到底。初中畢業後即考上省立花蓮醫院護士訓練班，畢業後從事護理工作。中年進入花蓮慈濟醫院社服室，以無私精神帶領團隊助人，媳婦明明還懷有一胎小孩。 | 第1集－第5集  |
| 陳怡嘉 | 鄧淑卿       | 鄧麗峻、李秀蘭的大女兒，鄧家潔的孫女，陳文通的妻子，陳淑慧的大嫂，陳源汀、彭英妹的媳婦、陳彥佐、陳彥樺、陳潔瑩的母親，陳威儒、陳品萱的奶奶，古明明、明珠的婆婆，黃啟涵的岳母 家中長女，熱愛運動，曾代表花蓮縣參加臺灣省運動會軟式網球比賽。個性堅毅，做事明快，凡事踏實做，堅持到底。初中畢業後即考上省立花蓮醫院護士訓練班，畢業後從事護理工作。中年進入花蓮慈濟醫院社服室，以無私精神帶領團隊助人，媳婦明明還懷有一胎小孩。 | 第5集－第30集 |
| 許定南 | 陳文通(少年) | 陳源汀、彭英妹的獨子，陳淑慧的哥哥，鄧家潔的孫女婿，鄧淑卿的丈夫，鄧麗峻、李秀蘭的女婿，陳彥佐、陳彥樺、陳潔瑩的父親，陳威儒、陳品萱的爺爺，古明明、明珠的公公，黃啟涵的岳父 家中獨子，數字概念強，心思細膩，善觀察。生意應酬多，時常爛醉，為此夫妻時常爭執，更成為婆媳爭端。十分護持淑卿做慈濟，晚年夫妻相伴扶持，令人欣羨。                                                                                                 | 第4集－第5集  |
| 張書偉 | 陳文通       | 陳源汀、彭英妹的獨子，陳淑慧的哥哥，鄧家潔的孫女婿，鄧淑卿的丈夫，鄧麗峻、李秀蘭的女婿，陳彥佐、陳彥樺、陳潔瑩的父親，陳威儒、陳品萱的爺爺，古明明、明珠的公公，黃啟涵的岳父 家中獨子，數字概念強，心思細膩，善觀察。生意應酬多，時常爛醉，為此夫妻時常爭執，更成為婆媳爭端。十分護持淑卿做慈濟，晚年夫妻相伴扶持，令人欣羨。                                                                                                 | 第5集－第30集 |
| 王耿豪 | 鄧立峻       | 鄧淑卿的亡父，鄧家潔的亡子，陳彥佐、陳彥樺、陳潔瑩、陳威儒、陳品萱的亡外公，陳文通的亡岳父，李秀蘭的亡夫 鄉公所課長。樂善好施，勤儉知足，不計代價從福州接回父親來臺奉養，這份孝心，也成為子女的最好身教。 | 第1集－第30集 |
| 黃婕菲 | 李秀蘭       | 鄧淑卿的亡母，鄧家潔的亡媳婦，陳彥佐、陳彥樺、陳潔瑩、陳威儒、陳品萱的亡外婆，陳文通的亡岳母，鄧立峻的亡妻 個性傳統內向，凡事以老公為主。 | 第1集－第28集 |
| 章永華 | 鄧家潔       | 淑卿的亡祖父，陳彥佐、陳彥樺、陳潔瑩、陳威儒、陳品萱的亡外曾祖父，鄧立峻的亡父，李秀蘭的亡公公。 |               |
| 林健寰 | 陳源汀       | 鄧淑卿的亡公公，彭英妹的亡夫，陳彥佐、陳彥樺、陳潔瑩的亡爺爺，陳文通的亡父親 桃園客家人，原在宜蘭擔任書記官前程看好，但卻因替朋友作保而產生債務糾紛搬家躲債，最後落腳臺中當磚廠工人，一心希望文通能好好讀書有所成就。 | 第4集－第27集 |
| 琇琴   | 彭英妹       | 鄧淑卿的亡婆婆，陳源汀的亡妻，陳彥佐、陳彥樺、陳潔瑩的亡奶奶，陳文通的亡母親 個性傳統強勢愛嘮叨，特別寵愛長子文通與長孫彥佐，早期與媳婦淑卿因觀念不同而爭執不斷，但愛護家庭的心卻與淑卿無二。 | 第4集－第29集 |
| 黎沛婕 | 賴心怡(少女) | 淑卿在省立花蓮醫院護士訓練班的同學兼室友。 畢業後，和淑卿一起在省立花蓮醫院工作。 如願嫁給醫師，婚後調去臺北。 |               |
| 姬天語 | 賴心怡       | 淑卿在省立花蓮醫院護士訓練班的同學兼室友。 畢業後，和淑卿一起在省立花蓮醫院工作。 如願嫁給醫師，婚後調去臺北。 |               |
| 林建萱 | 張月如(少女) | 淑卿在省立花蓮醫院護士訓練班的同學兼室友。 畢業後，在她家附近的診所上班。 |               |
| 段可風 | 林碧芑       | 淑卿的護理長。 |               |
| 官家宇 | 王聰明       | 省立花蓮醫院的醫師。 後來調去臺北。 |               |
| 吳帆   | 老張醫師     | 張澄溫醫師的父親。 |               |
| 劉濟民 | 張澄溫       | 省立花蓮醫院的醫師，接王醫師的職缺。 |               |
| 于樂誠 | 陳彥佐       | 陳文通、鄧淑卿的長子，陳源汀、彭英妹的長孫，鄧立峻、李秀蘭的外孫。 |               |
| 吳政迪 | 陳彥樺       | 陳文通、鄧淑卿的次子，古明明的丈夫，陳源汀、彭英妹的孫子，鄧立峻、李秀蘭的外孫 有藝術天份，因墜樓意外歷經生死難關，一度沮喪自棄，受父母一路陪伴與鼓勵，最後康復，結婚生子。對父母都很關心。育有一子，妻子還懷有一胎小孩。 |               |
| 黃丞芯 | 陳潔瑩       | 文通、淑卿的小女兒，黃啟涵的妻子（懷有他的小孩）陳源汀、彭英妹的孫女，鄧立峻、李秀蘭的外孫女 原本與母親淑卿的有些生活上相處的方面的關係有些不好，但後來也慢慢去想其實母親這麼做也是為自己好，後來也漸漸的跟母親之間的關係變得越來越好。 |               |
| 林嘉微 | 古明明       | 文通、淑卿的次媳，陳源汀、彭英妹的孫媳婦，鄧立峻、李秀蘭的外孫媳婦，威儒的母親，陳彥樺的妻子。 |               |
|        | 明珠         | 文通、淑卿的長媳，陳源汀、彭英妹的長孫媳婦，鄧立峻、李秀蘭的長外孫媳婦，品萱的母親，陳彥佐的妻子。 |               |
|        | 黃啟涵       | 文通、淑卿的女婿，陳潔瑩的丈夫、陳源汀、彭英妹的孫女婿，鄧立峻、李秀蘭的外孫女婿 個性體貼穩重，在婚前到未婚妻潔瑩家時，跟未來岳父很有話聊，也很投緣，讓岳父文通對自己很放心。 |               |
|        | 威儒         | 文通、淑卿的孫子，陳彥樺、古明明的兒子，陳源汀、彭英妹的曾孫，鄧立峻、李秀蘭的外曾孫。 |               |
|        | 品萱         | 文通、淑卿的孫女，陳彥佐、明珠的女兒，陳源汀、彭英妹的曾孫女，鄧立峻、李秀蘭的外曾孫女， |               |

### 次要角色
| 演員   | 角色     | 介紹 | 登場集數             |
| 卓君澤 | 決戰球員 | |                      |
| 林得全 | 文通老闆 | |                      |
| 鍾倫理 | 陳老闆   | |                      |
| 夏靖庭 | 黎先生   | | 第2集－第集          |
| 元六   | 阿輝伯   | |                      |
| 彭義   | 木火伯   | 社服員淑卿輔導木火伯的案子，生病無依的木火伯時有神智混亂，常認不清別人的身分，將淑卿認成自己的親人。                                  | 第２０集 － 第２１集 |
| 撒基努 | 阿信叔   | |                      |
| 黃浩詠 | 莊金發   | 陳文通當兵時期的學長，邀請文通去參加聯誼舞會，因而認識淑卿和心怡。後來跟其中一人在一起。                                              |                      |
| 黃秀美 | 林罔市   | |                      |
| 洪喻蕎 | 阿雀     | |                      |
| 何依霈 | 阿葉     | |                      |
| 李全忠 | 李伯伯   | |                      |
| 乾德門 | 牛伯伯   | |                      |
| 吳沛寧 | 賴怡伶   | |                      |
| 劉奕生 | 慶龍     | 原本是一名游泳健將，因車禍住進花蓮慈濟醫院，因胸椎斷裂而導至下半身癱瘓，一度自暴自棄，幸好在淑卿師姐的開導下走出陰霾，接受現實。      |                      |
| 黃佳婈 | 慶龍母   | |                      |
| 楊忠穎 | 周賢忠   | |                      |
| 地球   | 周賢義   | |                      |
| 林筳諭 | 曉雲     | 給無照駕駛的同學載因車禍住進花蓮慈濟醫院，因胸椎斷裂而導至下半身癱瘓，一度自暴自棄，幸好在慶龍與 淑卿師姐的開導下走出陰霾，接受現實。 |                      |
| 廖曉彤 | 陳淑慧   | 淑卿的小姑，文通的小妹。 |                      |
| 杜蕾   | 語柔     | |                      |
| 何聖菲 | 純霞     | |                      |
| 林心羽 | 張秋桂   | 磚窯廠的會計小姐，曾經和文通談起未公開的戀愛，後來嫁給老闆的兒子。                                                                    |                      |
| 呂俍慧 | 師姐     | 慈濟師姐 |                      |
| 曾浩綸 | 林福興   | |                      |

## 電視劇歌曲
| 曲別   | 歌名         | 演唱者         | 作詞   | 作曲   |
| 片頭曲 | 伸手就是幸福 | 荒山亮、陳怡嘉 | 荒山亮 | 荒山亮 |
| 片尾曲 | I'm Powerful | 林吟蔚         | 笑容   | 荒山亮 |

## 大愛會客室名單
| 集數   | 日期          | 來賓                   |
| 第1集  | 2018年1月11日 | 陳怡嘉、楊英奇         |
| 第2集  | 2018年1月12日 | 沒有來賓（幕後花絮）   |
| 第3集  | 2018年1月15日 | 鄧淑卿                 |
| 第4集  | 2018年1月16日 | 鄧淑卿、楊英奇         |
| 第5集  | 2018年1月17日 | 陳怡嘉、姬天語         |
| 第6集  | 2018年1月18日 | 鄧淑卿、段可風         |
| 第7集  | 2018年1月19日 | 沒有來賓（幕後花絮）   |
| 第8集  | 2018年1月22日 | 鄧淑卿、陳怡嘉         |
| 第9集  | 2018年1月23日 | 鄧淑卿、段可風、劉濟民 |
| 第10集 | 2018年1月24日 | 鄧淑卿                 |
| 第11集 | 2018年1月25日 | 鄧淑卿、段可風、劉濟民 |
| 第12集 | 2018年1月26日 | 沒有來賓（幕後花絮）   |
| 第13集 | 2018年1月29日 | 鄧淑卿、陳怡嘉         |
| 第14集 | 2018年1月30日 | 鄧淑卿、陳潔瑩         |
| 第15集 | 2018年1月31日 | 鄧淑卿、陳怡嘉         |
| 第16集 | 2018年2月1日  | 鄧淑卿、陳怡嘉         |
| 第17集 | 2018年2月2日  | 沒有來賓（幕後花絮）   |
| 第18集 | 2018年2月5日  | 鄧淑卿、陳潔瑩         |
| 第19集 | 2018年2月6日  | 鄧淑卿                 |
| 第20集 | 2018年2月7日  | 鄧淑卿、陳潔瑩         |
| 第21集 | 2018年2月8日  | 鄧淑卿、陳潔瑩         |
| 第22集 | 2018年2月9日  | 沒有來賓（幕後花絮）   |

## 工作人員列表

### 製作團隊
- 監　製：王端正、葉樹姍、臧蕙年
- 總策劃：關兆宏
- 製作人：楊英奇
- 編　審：王進達
- 導　演：蔣凱宸、陳家俊
- 顧　問：鄧淑卿
- 執　行：崔心怡
- 統　籌：蘇豐棋
- 編　劇：楊念純、林俐馨、譚傳安
- 製作公司：奇緻國際多媒體

## 外部連結
- 長盤決勝 官方網站 （页面存档备份，存于）－大愛劇場
- 大愛劇場的Facebook專頁

| 臺灣 大愛電視 每週一至週日 20:00 - 20:49  | 臺灣 大愛電視 每週一至週日 20:00 - 20:49          | 臺灣 大愛電視 每週一至週日 20:00 - 20:49 |
| ----------------------------------------- | ------------------------------------------------- | ---------------------------------------- |
|                                           | 長盤決勝 （2018年1月10日－2018年2月8日）          |                                          |
| 竹南往事 （2017年12月11日－2018年1月9日） | 曾經 我們一起12歲 （2018年2月9日－2018年3月10日） |                                          |